# Всесвіти Мораса
«Всесвіти Мораса» (італ. Gli universi di Moras) — науково-фантастичний роман Вітторіо Катані, переможець премії «Уранія» 1989, вперше опублікований в однойменному журналі 1990 року.

## Сюжет
У романі висувається гіпотеза про можливість відвідування паралельних світів. Це можливо лише завдяки державному обладнанню, і з єдиною метою: навчання та дослідження.
Головний герой Антоніо Морас — один з мандрівників. На своєму рахунку він має тисячі годин у паралельних всесвітах всіх видів. Достатньо уявити, що вони знаходяться в необмеженій кількості, дедалі більше розходяться в деталях, коли відходять від нашого Всесвіту.
У певний момент головний герой, Морас, розуміє, що більше не може перебувати в постійному стресі від пізнання альтернативних світів, в яких він бачить нескінченні повтори, нав'язливі — як у дзеркалах, які відображаються один від одного — "людський стан", хоча й представлений у дещо відмінній або абсолютно інакшій формі. Для Мораса поняття «людство» більше не стосується лише шести або семи мільярдів наших мешканців, а стосується тисячі й тисячі мільярдів людей, які живуть в інших світах. Обізнаність про це приводить його до появи невиліковного і, можливо, смертельного зла, некро, що фактично є свого роду відхиленням від нашого всесвіту відносно іншого: у певному сенсі це захворювання (перше, про яке ви чуєте) поза пацієнтом. Реакція Мораса в цілому, після різних перипетій та візитів до інших всесвітів, буде віцеральною і призведе до катастрофи.
У романі, розповідь в якому ведеться від імені головного героя, є електронне альтер-его (з яким він постійно працює в Інтернеті), воно здатне йому допомогти або дати порадити в моменти кризи, є деякі жіночі персонажі, з копіями яких Морас зустрічався в інших світах.
Один з відвіданих всесвітів описує італійсько-турецьке Барі (місто, де живе автор). Технологічний розвиток намагається пристосуватися до суспільства, яке досягло здатності відвідувати інші виміри.
Події роману (окрім опису подорожей) відбуваються в Італії.